# ケニアントロプス・プラティオプス
ケニアントロプス・プラティオプス（Kenyanthropus platyops）は、鮮新世の350万年前から320万年前ごろに生きた化石人類の一種である。ケニアのトゥルカナ湖で調査を行っていたミーヴ・リーキー率いるチームの一人、Justus Erusによって1999年に発見された。化石は大きくて扁平な顔を持ち、爪先の特徴から直立二足歩行していたと推測された。歯は典型的な人類と類人猿の中間の形であった。学名のKenyanthropus platyopsは、「ケニアの扁平な顔の人」の意を表し、この属は現在この一種しか見つかっていない。骨格や見つかった地域などから、後の時代の化石人類の一種であるホモ・ルドルフエンシスとの連続性が指摘されている。